# Ельцовский сельсовет (Шипуновский район)
Ельцовский сельсовет — муниципальное образование со статусом сельского поселения и административно-территориальное образование в Шипуновском районе Алтайского края России. Административный центр — село Ельцовка.

## Население
| 1997  | 1998  | 1999  | 2000  | 2001  | 2002  |
| ----- | ----- | ----- | ----- | ----- | ----- |
| 1370  | ↘1341 | ↘1296 | ↘1266 | ↘1226 | ↘1179 |
| 2003  | 2004  | 2005  | 2006  | 2007  | 2008  |
| ↘1142 | ↘1110 | ↘1087 | ↘1045 | ↘1029 | ↘979  |
| 2009  | 2010  | 2011  | 2012  | 2013  | 2014  |
| ↘965  | ↘869  | ↘867  | ↗1353 | ↘1278 | ↘1232 |
| 2015  | 2016  | 2017  | 2018  | 2019  | 2020  |
| ↘1211 | ↘1183 | ↘1163 | ↘1138 | ↘1124 | ↘1102 |
| 2021  |       |       |       |       |       |
| ↘1074 |       |       |       |       |       |

По результатам Всероссийской переписи населения 2010 года, численность населения муниципального образования составила 869 человек, в том числе 411 мужчин и 458 женщин. Оценка Росстата на 1 января 2012 года — 1353 человека.

## Населённые пункты
В состав сельского поселения входит 5 населённых пунктов:
- село Ельцовка,
- посёлок Качусово,
- село Кузнечиха,
- посёлок Озёрки,
- село Эстония.